# Francisco José Suñé
Francesc Josep Suñé Montragull (el Rourell, 1 de diciembre de 1938) fue un ciclista español, que compitió entre 1958 y 1966. La victoria más importando fue un triunfo de etapa a la Vuelta en Portugal.

## Palmarés
- 1959
  - 1º en el Critèrium de Tarragona
- 1961
  - 1r al Trofeo de Ripollet
- 1965
  - Vencedor de una etapa a la Vuelta en Portugal
  - Clasificación de las Metas volantes a la Volta a Cataluña

### Resultados a la Vuelta en España
- 1963. 40.º de la clasificación general
- 1964. 34º de la clasificación general
- 1966. Abandona

### Resultados al Tour de Francia
- 1964. Abandona (6a etapa)